# 久我神社 (京都市北区)

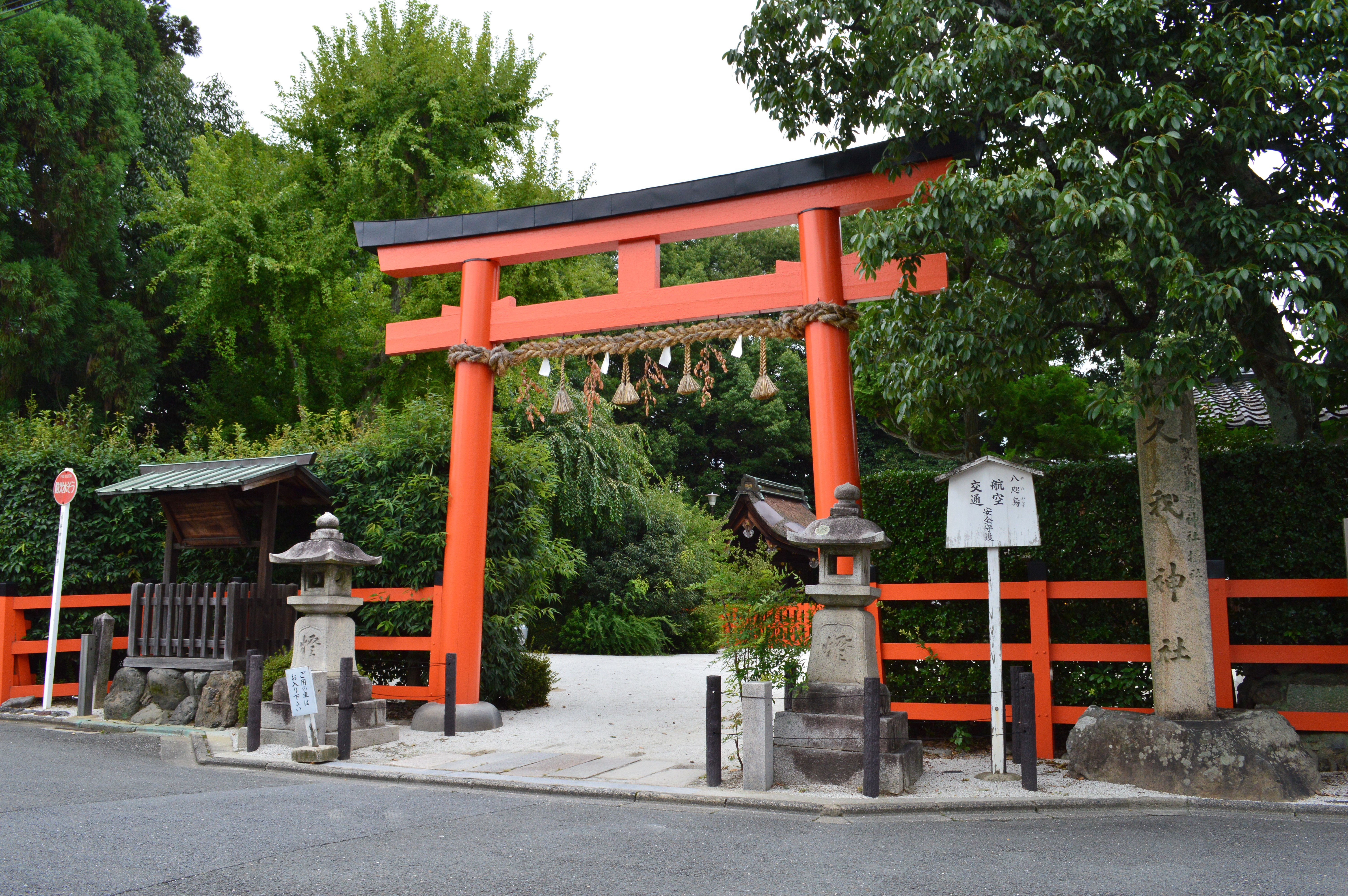
西鳥居

久我神社（くがじんじゃ）は、京都府京都市北区紫竹下竹殿町にある神社。式内社で、現在は賀茂別雷神社（上賀茂神社）の境外摂社（第八摂社）。
旧称は「氏神社」。上賀茂神社の西約1キロメートルの地に鎮座する。

## 祭神
祭神は次の1柱。
- 賀茂建角身命 （かもたけつぬみのみこと）
賀茂県主（賀茂氏）の祖神。上賀茂神社祭神の賀茂別雷命（かもわけいかづちのみこと）の祖父にあたり、神武天皇の東征で先導した八咫烏（やたがらす）と同一視される。

古くより社名を「氏神社」を称することから、祭神は賀茂氏祖先神の賀茂建角身命とされるが、上賀茂神社文書によれば近世には国常立尊等の異説も存在した。

## 歴史

### 創建

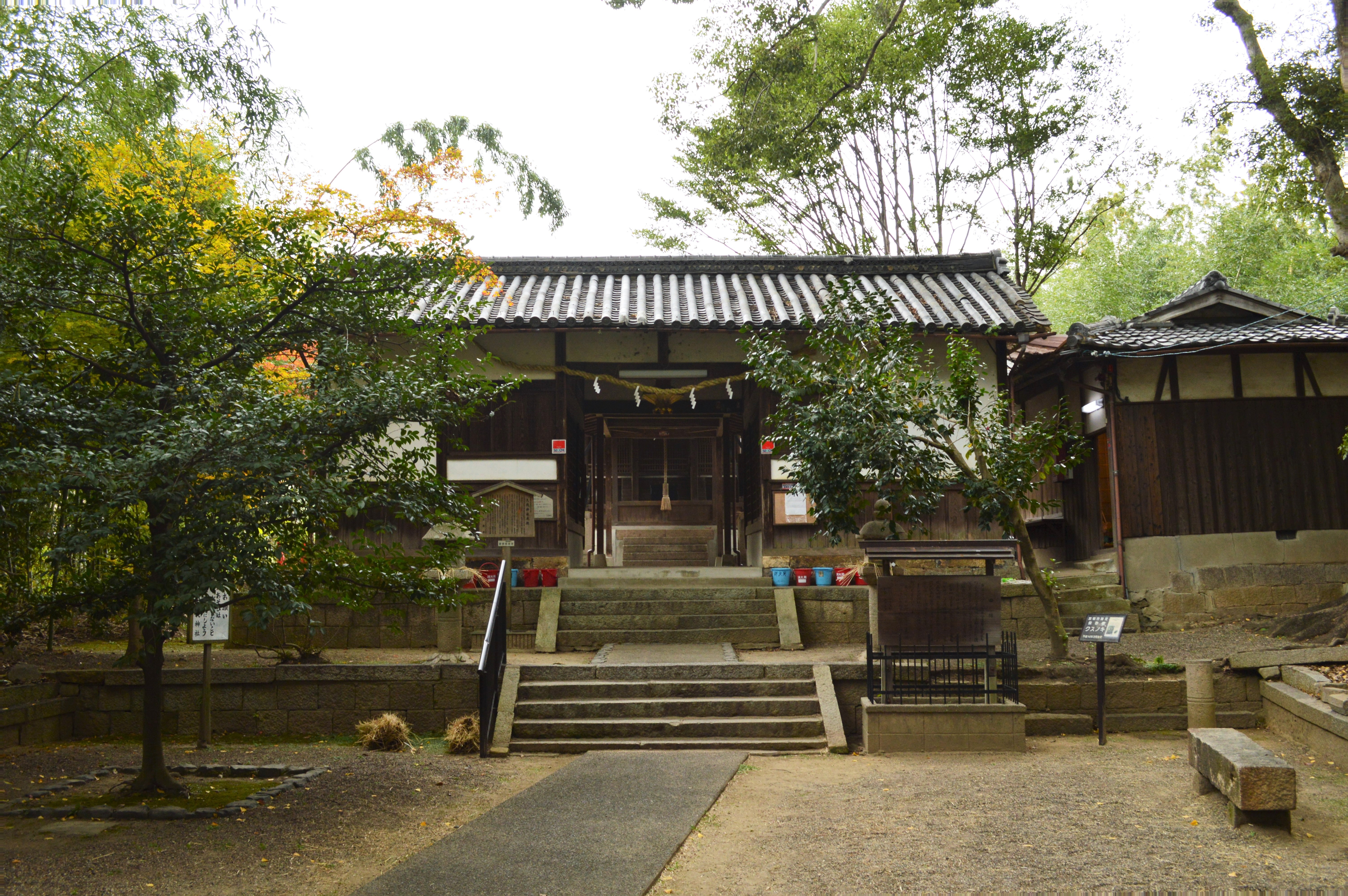
久我神社（京都市伏見区）

創建は不詳。当社は、賀茂県主氏が大和から山城に移住するに際して祀った社の1つと見られている。『山城国風土記』逸文によると、賀茂建角身命は神武天皇の東征に功を成したのち、大和から「山代の国の岡田の賀茂」、「葛野川（桂川）と賀茂河（鴨川）との会う所」、「久我の国の北の山基」の順に遷座したといい、それぞれの地には現在も賀茂氏の氏神が祀られている。それぞれの比定地は次の通り。
1. 山代の国の岡田の賀茂 - 現在の京都府木津川市加茂町。式内社の岡田鴨神社（北緯34度45分41.55秒 東経135度52分34.92秒 / 北緯34.7615417度 東経135.8763667度）が鎮座。
2. 葛野川と賀茂河との会う所 - 現在の京都府京都市伏見区。式内社の久何神社（現・久我神社、北緯34度56分26.37秒 東経135度43分48.94秒 / 北緯34.9406583度 東経135.7302611度）が鎮座。
3. 久我の国の北の山基 - 当社付近。

「久我（国）」の地名については、当社一帯の古称であるが賀茂氏勢力の広がりにつれて衰えたとする説がある一方、本来は久何神社（久我神社）のある乙訓郡の呼称で当地に踏襲されたとする説や、乙訓郡ではなく南山城の紀伊郡を本来の呼称と見る説が挙げられている。
当社が現在地に祀られたことに関しては、付近に賀茂建角身命の墳墓があったためとする伝承があるが、明らかではない。

### 概史
国史では、貞観元年（859年）に「久我神」の神階が正六位上から従五位下へ昇叙されたと見える。また、延長5年（927年）成立の『延喜式』神名帳では山城国愛宕郡に「久我神社」として式内社の記載が見え、これらの社は当社に比定される。
当社は賀茂社の『嘉元年中行事』において末社としての記載が見えることから、平安時代後期頃から賀茂社の末社に列したと推測されている。また、社名も鎌倉時代以降は「氏神社」と称していた。ただし祭祀のうえでは、中世にはすでに賀茂氏の氏神としての性格は薄れ、郷民の社としての性格を強めている。
宝暦4年（1754年）の『山城名跡巡行志』では「紫竹の北端には大宮の森、一名を栢の森と呼ぶ。古社があり、鳥居は西向きで拝殿は南向き。」という記述が見える。
近世以降、当社は主に「氏神社」や「大宮」と称されていたが、明治5年（1872年）に社名を「久我神社」に改めて現在に至っている。

### 神階
- 貞観元年（859年）1月27日、正六位上から従五位下 （『日本三代実録』） - 表記は「久我神」。

## 境内

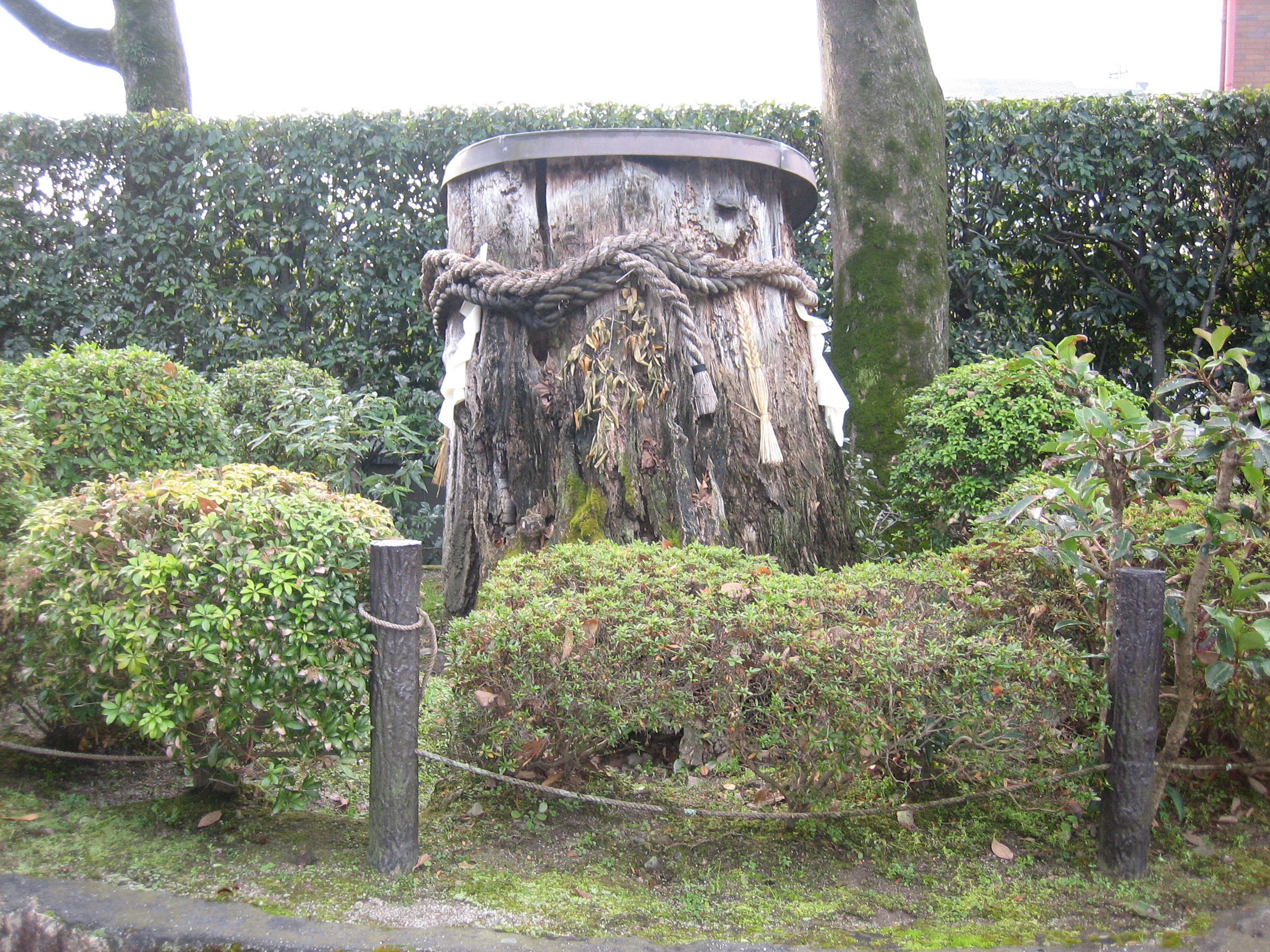
ケヤキの切り株
樹齢は600年といわれる。

貞享3年（1686年）の『雍州府志』では境内は「大宮の森」と俗称されるが、敷地内には現在もその面影を伝えるケヤキの巨木を残している。由緒のうえでも賀茂氏の移住伝承を現在に伝えており、京都の歴史を明らかにする環境を良好に残しているとして、境内は京都市指定史跡に指定されている。
現在の本殿・拝殿は寛永5年（1628年）の造営。本殿は一間社流造の形式で、檜皮葺の屋根であり、上賀茂神社の他摂社と同じ造りになる。また拝殿は梁間一間・桁行二間の切妻造妻入で、屋根は同じく檜皮葺である。
なお、創建当時より久我神社は「大宮」と称されたとして、一帯の地域名が「大宮」（大宮郷）、門前の通り名は「大宮通」と定められたとする伝えがある。その通りとは大徳寺通で、地元では今日でも「旧大宮通」と称されている。

## 祭事
- 春祭 （4月1日）
- 八朔祭 （9月1日）
- 秋祭 （11月1日）
- 神幸祭 （11月3日） - 旧大宮郷四学区（大宮・待鳳・紫竹・元町）の氏子町内を神輿が巡行する。

春秋の例祭では「牽馬の儀（ひきうまのぎ）」として、上賀茂神社の神馬が本殿を3周する神事が行われる。

## 文化財

### 京都市指定史跡
- 久我神社境内 - 昭和62年5月1日指定[6]。

### 原典
1. ↑  『釈日本紀』巻9所引『山城国風土記』逸文。
2. ↑  『日本三代実録』貞観元年（859年）正月27日条。